# Jakub Józef Orliński

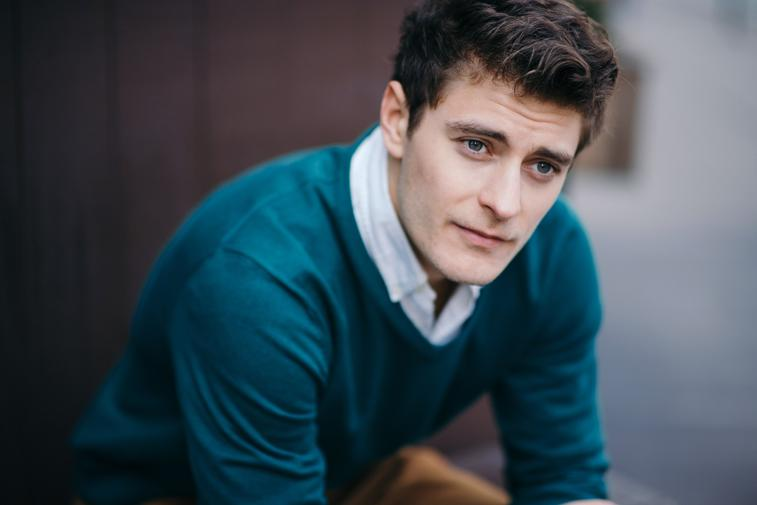
Jakub Józef Orliński

Jakub Józef Orliński (geboren am 8. Dezember 1990 in Warschau) ist ein polnischer Opern- und Konzertsänger der Stimmlage Countertenor, der auch als Breakdancer auftritt.

## Leben und Werk
Orliński studierte an der Fryderyk-Chopin-Universität für Musik in Warschau und schloss sein Studium im Jahr 2012 mit einem Master ab. Ab 2011 nahm er an einer Reihe von Gesangswettbewerben in Europa und den Vereinigten Staaten teil und gewann einige davon. 2012 war er Mitglied des Young Artists Programmes an der Nationaloper Teatr Wielki in Warschau. Er sammelte Bühnenerfahrung als Zweite Hexe in Dido and Aeneas und als Ariel in The Tempest am Collegium Nobilium in Warschau. 2014 und 2015 sang er in drei Händel-Opern zentrale Partien: den Ruggiero am Theater Aachen und am Staatstheater Cottbus, den Narciso an der Warschauer Kammeroper und den Philippus am Stadttheater Gießen. An der Oper Leipzig sang er im Rahmen eines Ballettabends ausgewählte Arien von Henry Purcell. Ab 2015 studierte er bei Edith Wiens an der Juilliard School in New York und gewann den ersten Preis sowohl bei der Marcella Sembrich International Voice Competition 2015 als auch bei der Solo Competition 2016 der Oratorio Society of New York. Bei den Metropolitan Opera National Council Auditions wurde er Finalist. An der Juilliard School besuchte er auch eine Meisterklasse mit Pablo Heras-Casado und war in Opern von Cavalli, Dove und Händel zu hören und zu sehen. In der Saison 2016/2017 sang er Händels Messiah in der Carnegie Hall und Werke von Vivaldi und Händel bei den Händel-Festspielen Karlsruhe.
Orliński ist auch als Breakdancer aktiv und nahm an einigen Wettbewerben teil. Bei der Red Bull BC One Poland Cypher Competition belegte er den vierten Platz, zweite Plätze errang er beim Stylish Strike – Top Rock Contest und bei der Style Control Competition. Als Model, Tänzer und Akrobat ist er in mehreren Commercials zu sehen, beispielsweise in den Kampagnen für Levi’s, Nike, Turbokolor, Samsung, Mercedes-Benz, MAC Cosmetics, Danone und Algida.
Im Juli 2017 debütierte er mit großem Erfolg als Orimeno in Cavallis Erismena beim Festival d’Aix-en-Provence. Als er während seines Aufenthalts in Aix von France Musique gebeten wurde, Vivaldis Vedrò con mio diletto aus der Oper Giustino einzuspielen, fragte er wegen des Dress Codes nach und erhielt die Antwort: „Es ist Radio, niemand wird Dich sehen.“ In Anbetracht der sommerlichen Temperaturen erschien er in bequemer Freizeitkleidung, kurzen Hosen und Tennisschuhen, musste aber feststellen, dass er erstens vor Publikum sang und zweitens Video-Aufzeichnungen gemacht wurden, konnte aber an seiner Kleidung, ebenso wie sein Pianist, nichts mehr ändern. Der sportive Look mag, ebenso wie die perfekte Interpretation der Arie dazu beigetragen haben, dass der YouTube-Mitschnitt mit 12,23 Millionen Aufrufen (Stand: April 2025) die meistabgerufene Countertenor-Einspielung aller Zeiten wurde. Die technisch ebenso brillante Einspielung des Cold Song aus Purcells King Arthur erzielte von Juni 2019 bis April 2025 2,3 Millionen Abrufe. Die Erismena-Inszenierung war auch an der Opéra royal du château de Versailles und am Théâtre Gérard Philipe in Saint-Denis zu sehen. An der Oper Frankfurt übernahm er im Herbst 2017 die Titelpartie in Händels Rinaldo und im Mai 2019 den Unulfo in Händels Rodelinda. Im August 2019 debütierte er als Rinaldo beim Glyndebourne Festival Opera.
Im Konzertsaal trat er gemeinsam mit dem Houston Symphony Orchestra und dem Originalklang-Ensemble Il pomo d’oro auf, sang mit den New Yorker Chören Musica Sacra und Oratorio Society. Im Februar 2019 sang er in Pergolesis Stabat mater mit Katherine Watson in Paris, im Juni 2019 den Narciso in einer konzertanten Aufführung von Händels Agrippina in Turku.

## Repertoire szenisch
| Adès: - Ariel in The Tempest Blow: - Cupid in Venus and Adonis Cavalli: - Endimione in La Calisto - Orimeno in Erismena |  |  | Dove: - The Refugee in Flight Händel: - Ottone und Narciso in Agrippina - Titelpartie und Eustazio in Rinaldo - Philippus in Der misslungene Brautwechsel - Ruggiero in Alcina - Unulfo in Rodelinda |

## Repertoire konzertant
| J.S. Bach: - Vergnügte Ruh, beliebte Seelenlust Händel: - Dixit Dominus - Messiah |  | Pergolesi: - Stabat mater Purcell: - Ausgewählte Arien Vivaldi: - Nisi Dominus |

## Aufnahmen
- Antonio Vivaldi: Carnevale di Venezia, Ëvoe Music (2016)
- Cavalli: Erismena – Leonardo García Alarcón (Dirigent), Jean Bellorini (Regie, Bühne und Lichtdesign), Véronique Chazal (Bühne), Macha Makeïeff (Kostüme), Orchestra Cappella Mediterranea.
 Francesca Aspromonte (Erismena), Carlo Vistoli (Idraspe), Moro Tai Oney (Clerio), Susanna Hurrell (Aldimira), Stuart Jackson (Alcesta), Jakub Józef Orliński (Orimeno), Andrea Vincenzo Bonsignore (Argippo), Lea Desandre (Flerida), Alexander Miminoshvili (Erimante), Jonathan Abernethy (Diarte). Live vom Festival d’Aix-en-Provence 2017. Video-Stream auf Culturebox, Radiosendung auf France Musique.
- Georg Friedrich Händel: Enemies in Love, Ëvoe Music (2018)
- Francesco Nicola Fago, Johann David Heinichen u. a.: Anima Sacra – Sacred Barocque Arias, Erato (2018)
- Georg Friedrich Händel: Rodelinda, Erato (2019)
- Luigi Rossi: La Lyra d'Orfeo & Arpa Davidica, Erato (2019)
- Francesco Cavalli, Giovanni Antonio Boretti u. a.: Facce d'Amore, Erato (2019)
- Georg Friedrich Händel: Agrippina, Erato (2020)
- Aleksander Dębicz, Łukasz Kuropaczewski: Adela, Erato (2021)
- Jan Dismas Zelenka, Johann Joseph Fux u. a.: Anima Eterna, Erato (2021)
- Antonio Vivaldi: Stabat Mater, Erato (2022)
- Henryk Czyz, Tadeusz Baird u. a.: Farewells, Erato (2022)
- Claudio Monteverdi, Giovanni Cesare Netti u. a.: Beyond, Erato (2023)

## Wettbewerbe
- 2011: 1st International Early Music Vocal Competition, Polen
- 2012: DEBUT, Igersheim (Sonderpreis)
- 2012: Rudolf Petrák Gesangswettbewerb, Slovakia (1. Preis)
- 2013: Internationaler Gesangswettbewerb Neue Stimmen, Gütersloh
- 2013: 2nd International Early Music Vocal Competition, Polen (Spezialpreis)
- 2014: DEBUT, Igersheim (3. Preis)
- 2015: Marcella Sembrich International Vocal Competition, New York (1. Preis)
- 2015: Le Grand Prix de l’Opera, Bukarest (3. Preis)
- 2016: Oratorio Society of New York Solo Competition (1. Preis)
- 2016: Metropolitan Opera National Council Auditions (Finalist)

## Auszeichnungen (Auswahl)
- 2019: Opus Klassik in der Kategorie Gesang Solo
- 2021: International Opera Awards 2020/2021 in der Kategorie Aufnahme (Rezital)
- 2021 und 2023: CD des Monats beim Fachmagazin Oper! für die Alben Anima Aeterna (Dezember 2021)[7] und Beyond (November 2023)[8]
- 2022: International Classical Music Award für sein Album Anima Aeterna in der Kategorie Barock Vocal[9]
- 2022: Opus Klassik in der Kategorie Audiovisuelle Musikproduktion
- 2023: Opus Klassik in der Kategorie Sänger des Jahres
- 2024: Gloria-Artis-Medaille für kulturelle Verdienste (Goldmedaille)[10]